# Anticipación génica
La anticipación génica es un fenómeno que tiene lugar en determinadas enfermedades genéticas, especialmente en aquellas que son debidas a la expansión de tripletes en la secuencia de DNA (normalmente, en una zona donde el mismo triplete se repite ya varias veces en la secuencia normal, pero aumenta en mayor proporción en los pacientes afectados).
En este tipo de enfermedades el número de tripletes en la secuencia afectada es normal hasta que, en determinadas divisiones celulares (especialmente en la gametogénesis), se ve aumentado. Un ligero aumento en el número de tripletes puede no provocar la enfermedad; sin embargo, con el paso de las generaciones (y las sucesivas gametogénesis) el número va aumentando, hasta que se llega a un momento crítico en que se provoca la enfermedad.
Se da el caso que, en este tipo de enfermedades, cuanto mayor es el número de tripletes, mayor es la gravedad de la enfermedad y más temprana la edad a la que aparece. Por eso, conforme van avanzando las generaciones y se aumenta el número de tripletes, la enfermedad se manifiesta antes en el tiempo, provocando ese fenómeno de anticipación génica del que estamos hablando.

## Enfermedades genéticas con anticipación
Son varias las enfermedades humanas que demuestran claramente anticipación genética: distrofia miotónica de Steinert (DM), el síndrome X frágil y la enfermedad de Huntington.
La investigación sobre este tipo de fenómenos es de vital importancia, pues ayuda a predecir la aparición de la enfermedad en las siguientes generaciones, su agresividad y edad de inicio; para poder así ser tratada lo más pronto posible.

### Distrofia miotónica de Steinert
La Distrofia miotónica de Steinert es el tipo más corriente de distrofia muscular en los adultos, y es una enfermedad autosómica dominante, de gravedad y e inicio variables. Los individuos afectados débilmente desarrollan cataratas cuando son adultos, con poca o ninguna debilidad muscular. Los individuos gravemente afectados demuestran una miopatía más grave y pueden tener retraso mental. En su forma más extrema, la enfermedad es mortal justo después del nacimiento. Durante el pasado medio siglo, cuidadosas investigaciones han demostrado que el aumento en la gravedad esta correlacionado con su inicio más temprano, relacionando la enfermedad con la anticipación genética.
En 1989 se publicó un estudio sobre 61 grupos de madres e hijos.[cita requerida] En 60 de los 61 casos la edad de inicio era más temprana en los hijos. En 1992, varios grupos de investigación habían descubierto una posible base molecular para este caso de anticipación genética. Localizada en el cromosoma 19 (19q1.3 contiene el locus DM) hay una secuencia de ADN inestable, caracterizada por un trinucleótido (CTG) que se repite un número variable de veces. El descubrimiento notable es la correlación entre el tamaño de la repetición del trinucleótido y tanto la gravedad como la edad de inicio de la enfermedad. En las generaciones siguientes el tamaño del segmento repetido aumenta.
Se considera dentro de la normalidad tener entre 5 y 37 copias; mientras que los individuos con entre 38 y 49 copias presentan una premutación y están en riesgo de tener hijos con un mayor número de copias y los síntomas de la enfermedad. Los individuos con más de 50 copias presentan en casi todos los casos los síntomas de la enfermedad. Aunque no está claro de que manera afecta la expansión del tamaño a esta región asociada con el gen, respecto a la edad de inicio de la enfermedad y a la expresión fenotípica, la correlación es muy elevada. Es muy interesante que tanto el síndrome del X frágil, como la enfermedad de Kennedy presenten también asociación entre la amplificación del DNA asociada al gen y la gravedad de la enfermedad.[cita requerida]

### Síndrome X frágil
En el caso del síndrome X frágil, el trinucleótido CGG se repite a lo largo del cromosoma X, en la posición 27.3 del brazo largo (q), afectando al gen FMP1. En este gen hay una amplificación de la repetición del trinucleótido CGGn, el cual se expande considerablemente en individuos con una mutación completa. Los individuos en la población tienen de 6 a 50 repeticiones, generalmente, y los individuos portadores de la premutación X frágil tienen entre 54 y 200 repeticiones, pero generalmente se consideran no afectados. Cuando el número de repeticiones se incrementa a cantidades mayores de 200, el individuo está normalmente afectado por el síndrome X frágil y el gen FMR1 está metilado de tal modo que la producción de la proteína no tiene lugar, ya que se silencia el gen. Es, por tanto, la ausencia o deficiencia de la proteína que produce el gen FMR1, denominada FMRP, la que causa el síndrome X frágil.

### Enfermedad de Huntington
Lo mismo ocurre en la enfermedad de Huntington, en la cual el triplete repetido es CAG.